# ラブリーベイベー
『ラブリーベイベー』は、日本のロックバンド、JUDY AND MARYの12枚目のシングル。

## 解説
- 1997年5月21日にエピックレコーズよりリリースされた。
- アルバム『THE POWER SOURCE』からのシングルカット。
- この楽曲を演奏する際、ワニギターをYUKIが抱えているが、実際は楽器ではなくワニの人形である。

## 収録曲
全作詞:YUKI、全編曲:JUDY AND MARY
1. ラブリーベイベー (3:34)
作曲:TAKUYA
2. どうしよう NAGOYA SPECIAL (Live Version) (7:35)
作曲:恩田快人
2ndアルバム『ORANGE SUNSHINE』収録曲のライブバージョン。ライブ音源のCD化はこの曲が初。数少ないアルバム未収録バージョンで、このシングルでしか聴けない。
3. ラブリーベイベー (Backing Track) (3:33)
作曲:TAKUYA

## 収録アルバム
- THE POWER SOURCE (#1)
- The Great Escape -COMPLETE BEST- (#1)